# 奧羅米亞地區
奧羅米亞地區（Oromia Zone）是埃塞俄比亞阿姆哈拉州的10個地區之一，面積4,434.53平方公里，西北面是南沃洛地區，東臨阿法爾州。根據埃塞俄比亞中央統計局2005年的資料，奧羅米亞人口約639,107，其中男性319,521人，女性319,586人，10.8%居民住在市區，人口密度為每平方公里144.12人。98.01%居民信奉伊斯蘭教，1.92%信奉埃塞俄比亞正教會。